# 南向ダム
南向ダム（みなかたダム）は、長野県駒ヶ根市、一級河川・天竜川水系天竜川に建設されたダム。吉瀬（きせ）ダム、吉瀬えん堤（きせえんてい、吉瀬堰堤）ともいう。高さ7.57メートルの重力式コンクリートダム（堰）で、中部電力の発電用ダムである。同社の水力発電所・南向発電所に送水し、最大2万6,700キロワットの電力を発生する。

## 歴史
天竜川の水資源を活用した水力発電所を建設すべく1926年（大正15年）3月5日に発足した天竜川電力は、その先駆けとして大久保発電所の建設工事を同年11月に、続いて下流の南向発電所の建設工事を1927年（昭和2年）7月に着工。南向発電所の工事用電力を確保するため、先んじて建設が進められていた大久保発電所が1927年（昭和2年）9月に完成し、南向発電所に至る22キロボルトの送電線が敷設されると、これを機に南向発電所の建設工事が本格着手となった。上伊那郡中沢村（現・駒ヶ根市中沢）吉瀬に天竜川をせき止める南向ダムを建設し、下流の発電所まで長さ11.732キロメートルの水路が開削された。水路の長さが当初の計画よりも1,305メートル長くとられたことで有効落差が3メートル増え、それに伴って出力規模も2万1,300キロワットから2万4,100キロワットに拡大されている。発電用水車はスウェーデンのボービング製、発電機はイギリスのブラウンボベリ製で、当時世界最高水準の技術が投入された。
1929年（昭和4年）1月に主要工事が完了。同年2月に送電線が完成したことで、南向発電所は運転を開始した。南向発電所から伸びる送電線は大同電力のものであり、南向発電所で発生した電力は大同電力へと供給された。154キロボルトもの高い電圧での送電は、伊那谷において初の試みであった。その後、大久保発電所とともに矢作水力、日本発送電を経て、中部電力が継承。現在の出力は2万6,700キロワットである。
2015年に「南向発電所取水堰堤」として土木学会選奨土木遺産に選ばれる。

## 周辺
伊那市中心市街地から長野県道18号伊那生田飯田線（伊那街道）を南下、市境となっている火山峠を越えると駒ヶ根市に入り、赤須峡を流れる天竜川沿いを進むと南向ダムである。南向ダム下流に架かる吉瀬橋の上からは、南向ダムの全景を望むことができる。
県道をさらに南下すると、飯島町を経て中川村に入り、同村の南端に位置する南向発電所にたどり着く。周辺はみなかた広場として開放されている。中川村では村営巡回バスを運行しており、JR飯田線・伊那大島駅から巡回南回り線に乗車し、発電所前のバス停で下車すぐである。
南向発電所の建設を推進した天竜川電力の代表取締役・福澤桃介は、南向発電所の完成を見る前に財界から退いたため、南向発電所は彼が最後に携わった水力発電所となった。みなかた広場には彼の胸像「福澤桃介先生壽像」が置かれているが、これは1968年（昭和43年）になって復元されたものである。初め1930年（昭和5年）に建立されたものの、戦争のため1944年（昭和19年）に供出されてしまったという歴史を持つ。このほか、発電所の完成から70周年を記念して2000年（平成12年）に6月に建立された詩碑や、南向発電所で1972年（昭和47年）から1988年（昭和63年）まで使用されてきた発電用水車が展示保存されている。出力1万6,412キロワット、回転速度300 min-1のフランシス水車で、重さは5トンである。建物の上方、河岸段丘を上がったところにある水槽の頂上部には「水然而火」（みずもえてひ）と書かれたレリーフがある。これは水力発電で起こした電気が火と同じように人々の生活を支える礎となるという意味で、福澤桃介自らが好んで用いていた言葉である。水槽からは、木曽山脈の山々と天竜川の流れが一望できる。

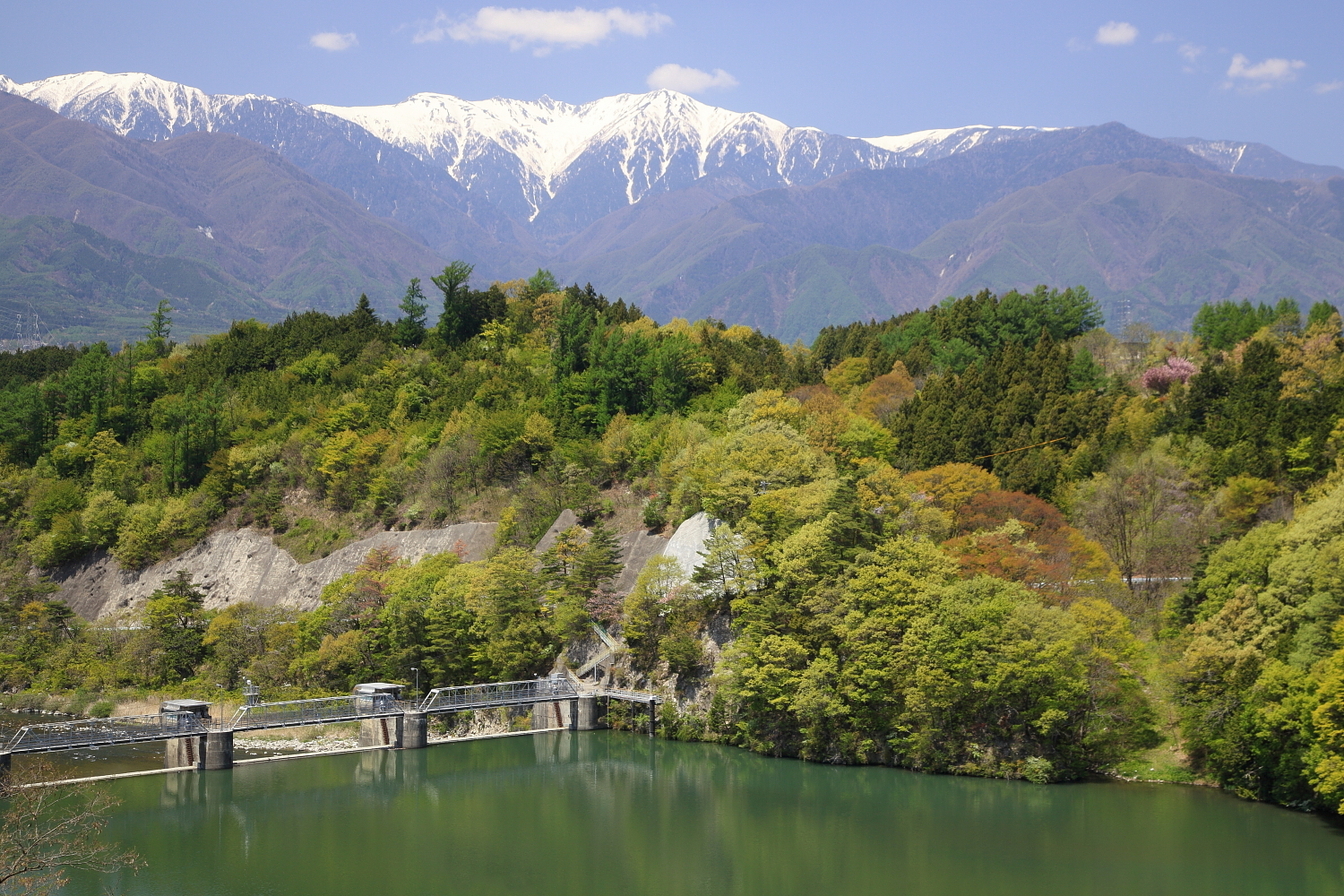
南向ダム湖
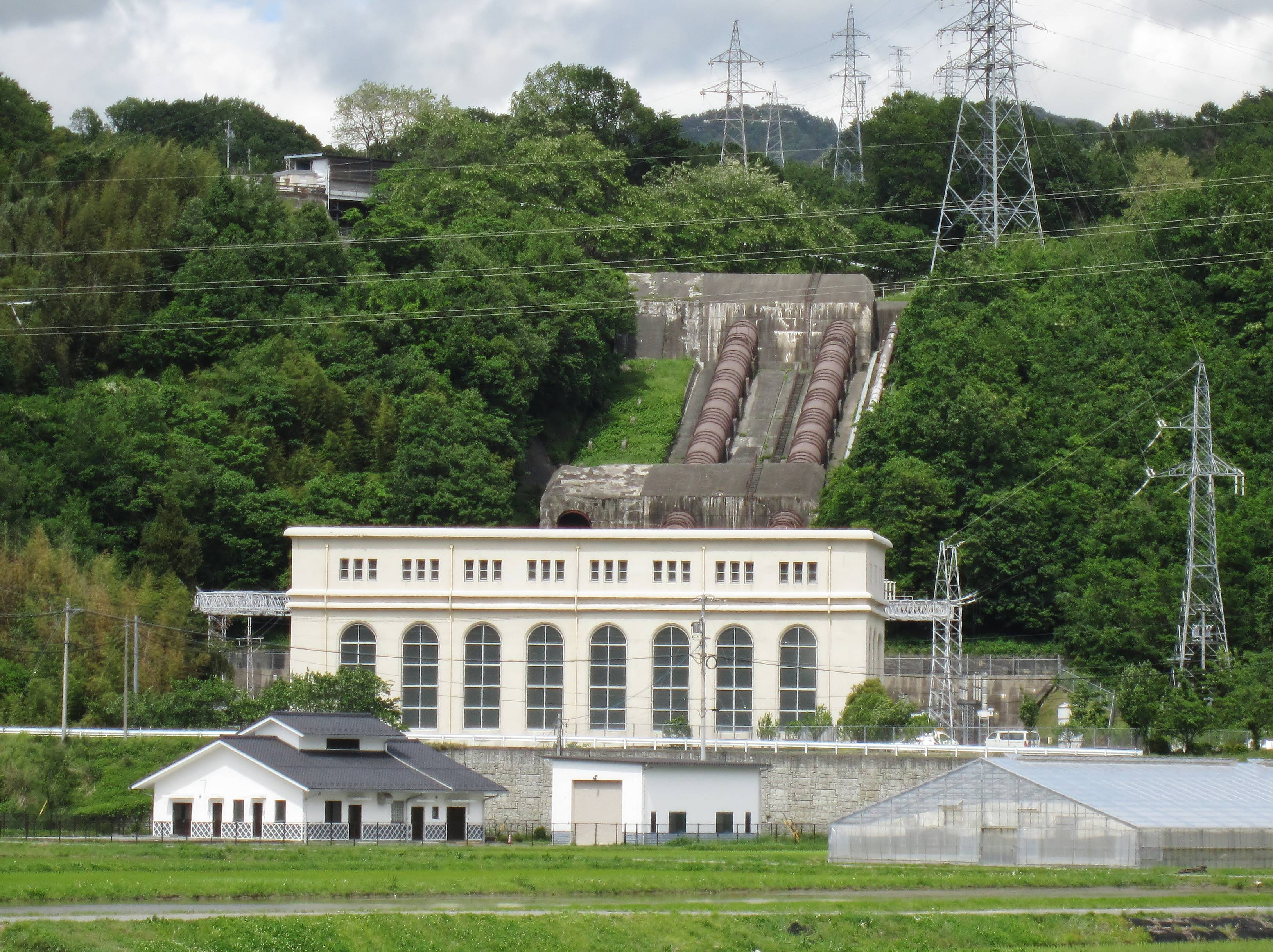
南向発電所全景
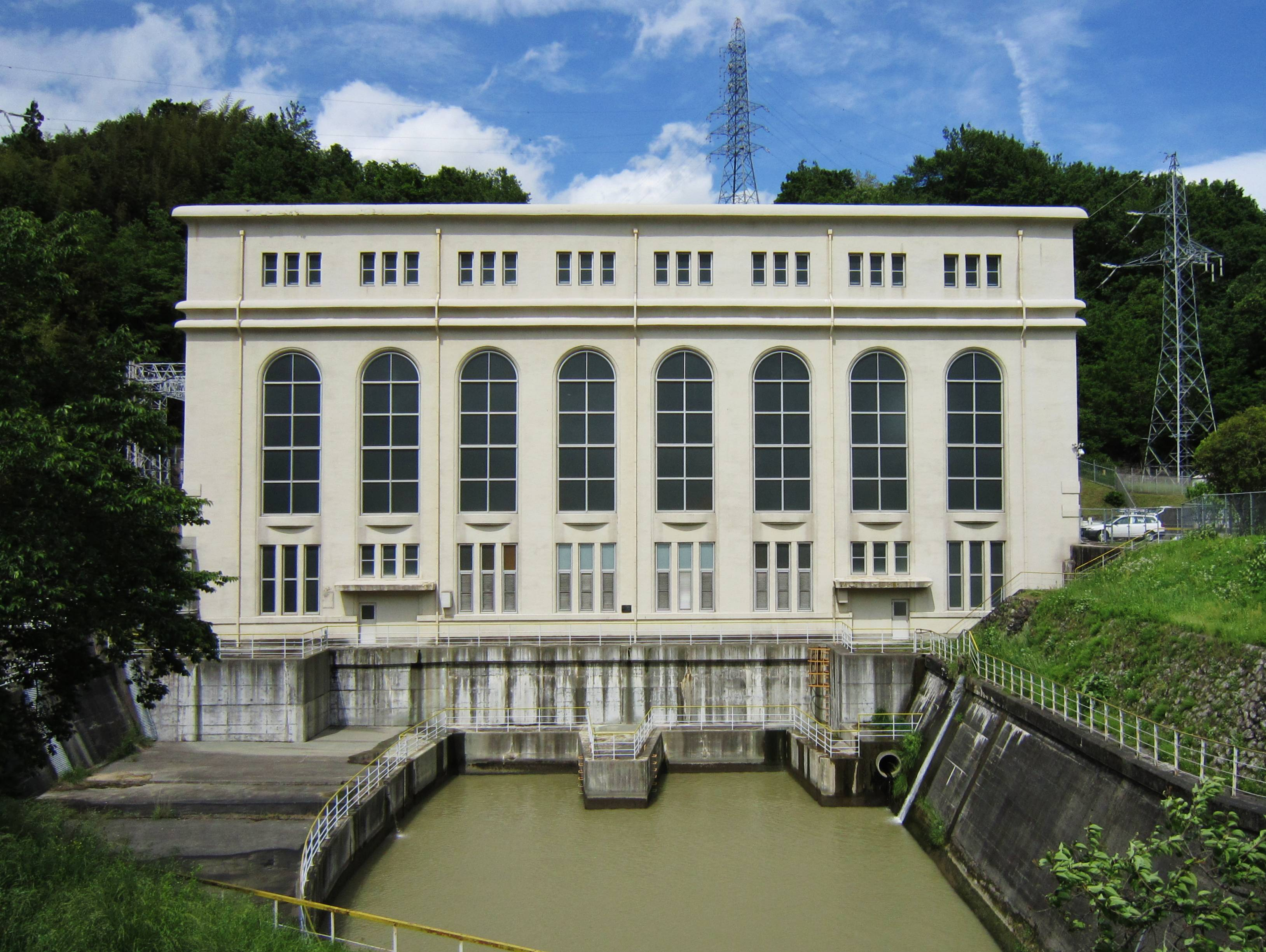
南向発電所建物近景
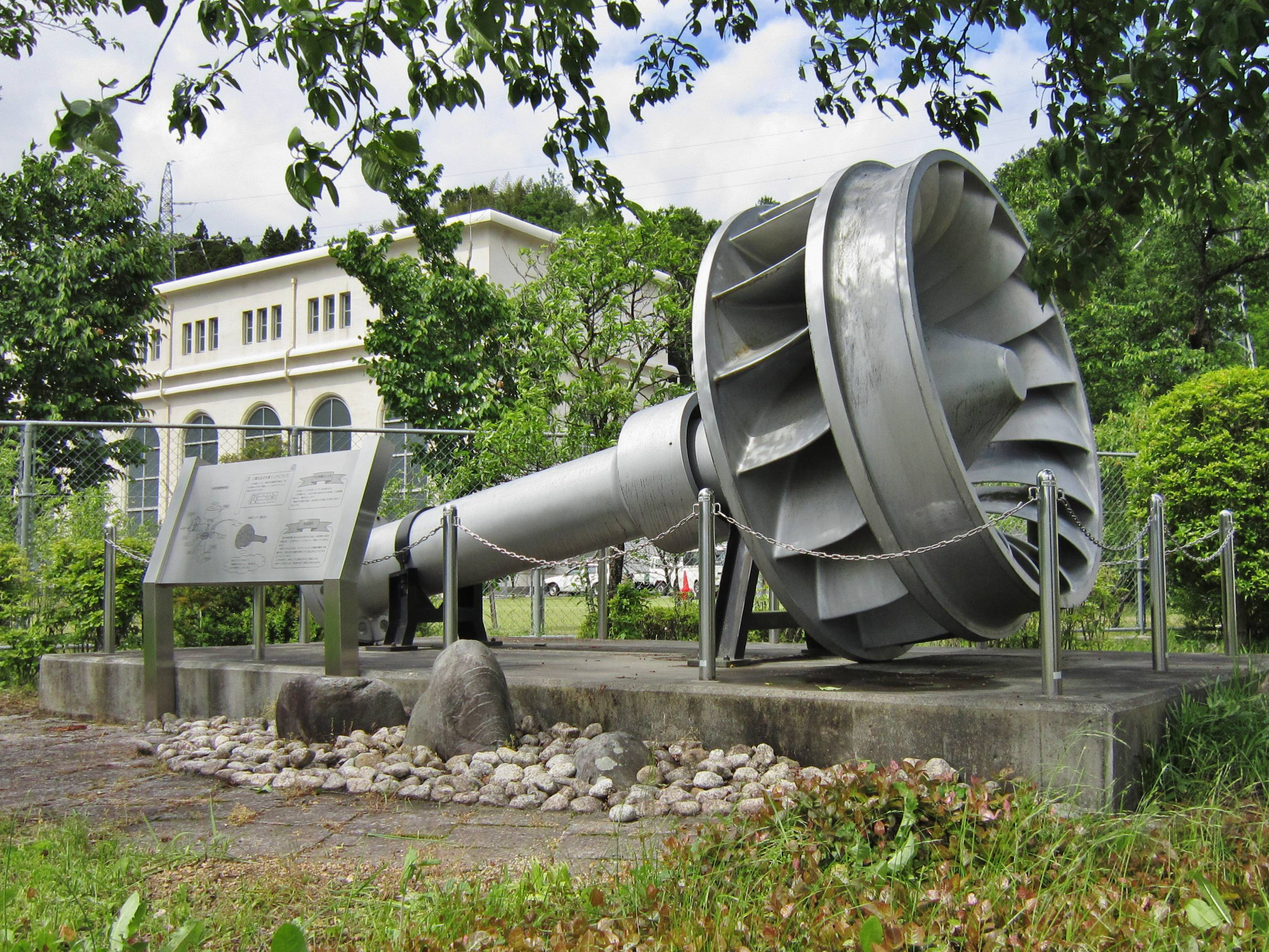
南向発電所旧発電用水車
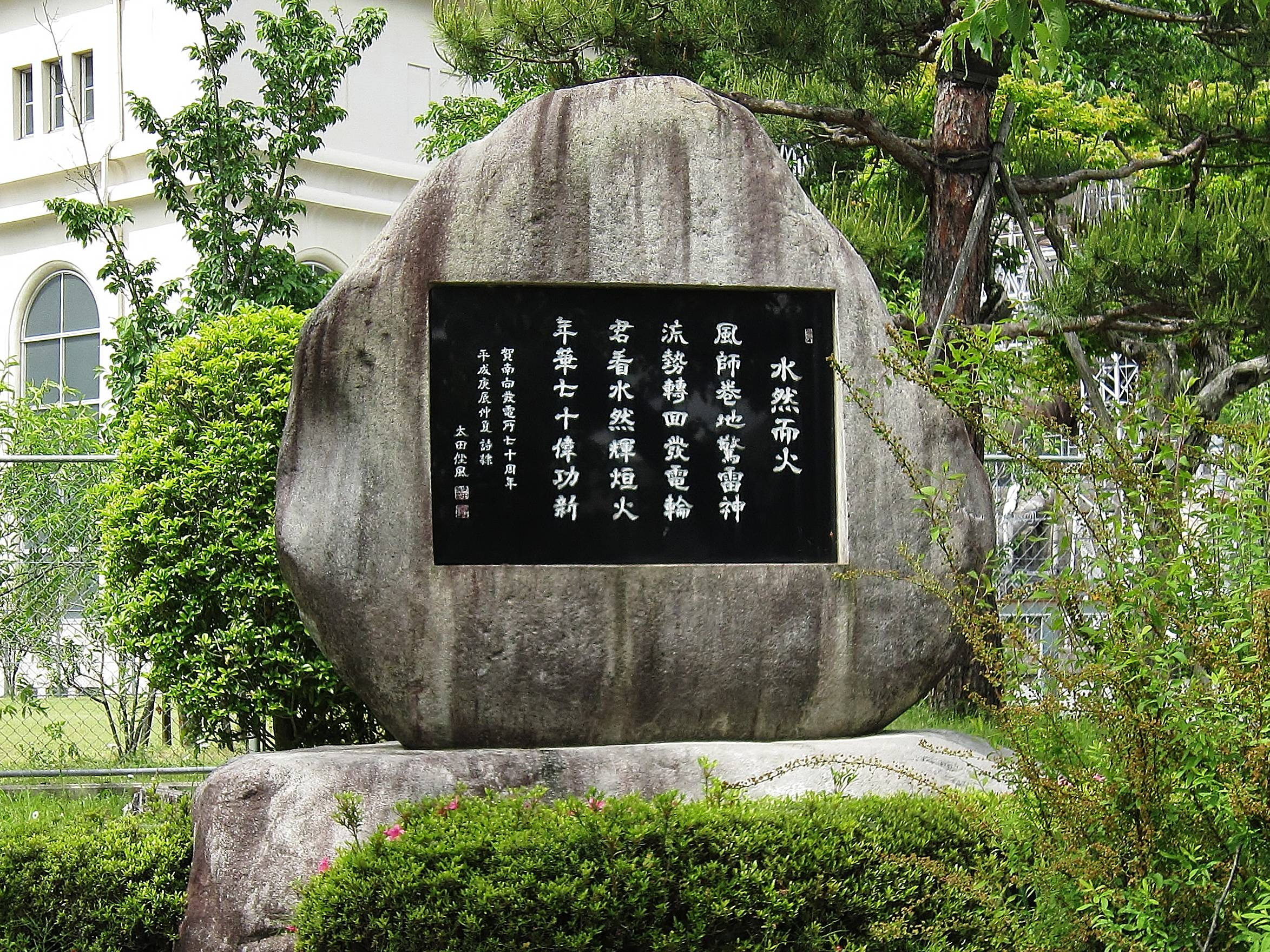
南向発電所70周年記念の詩碑
福澤桃介胸像
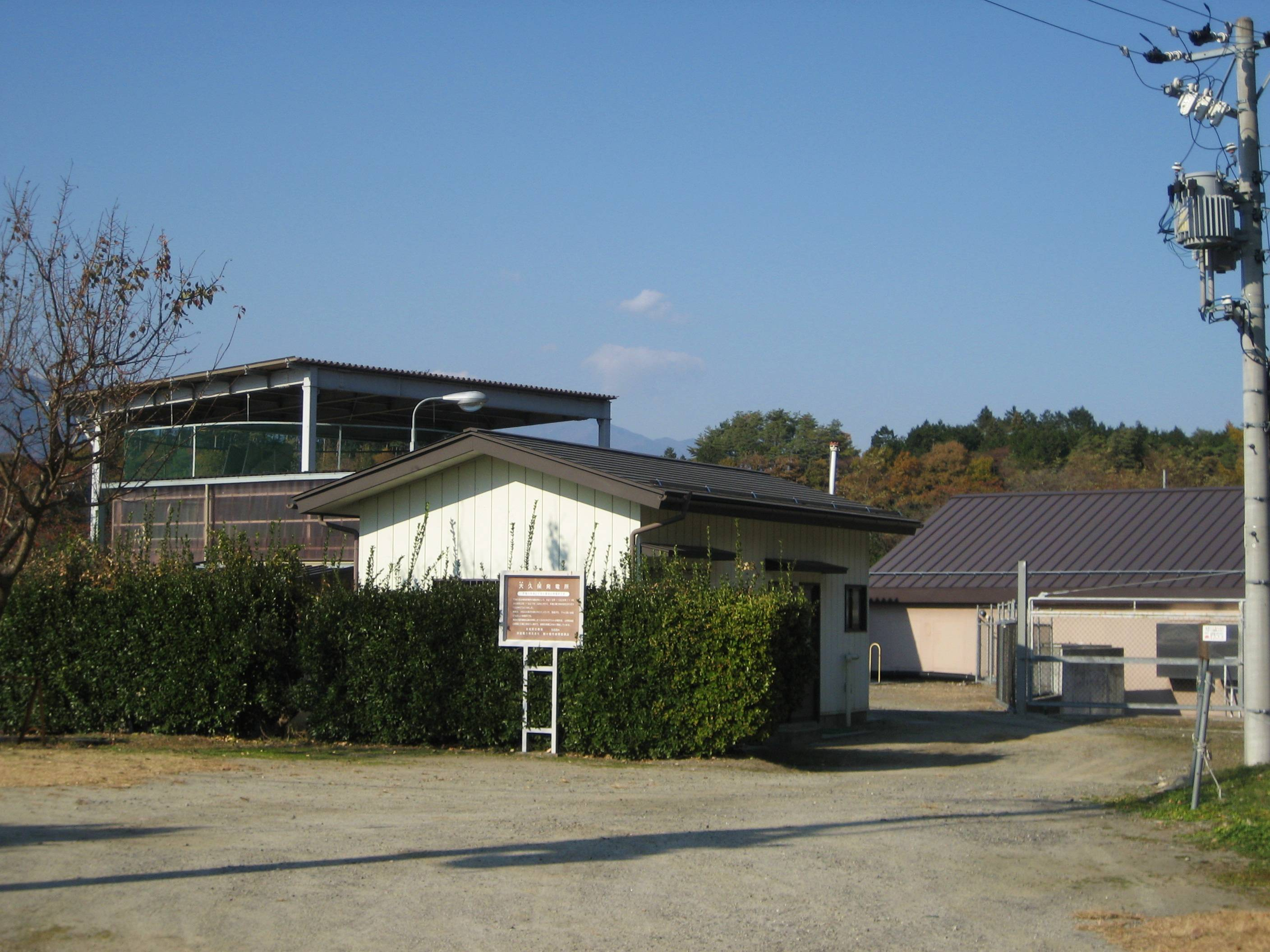
南向発電所工事の電源を担った大久保発電所